# Association des communes minières de France

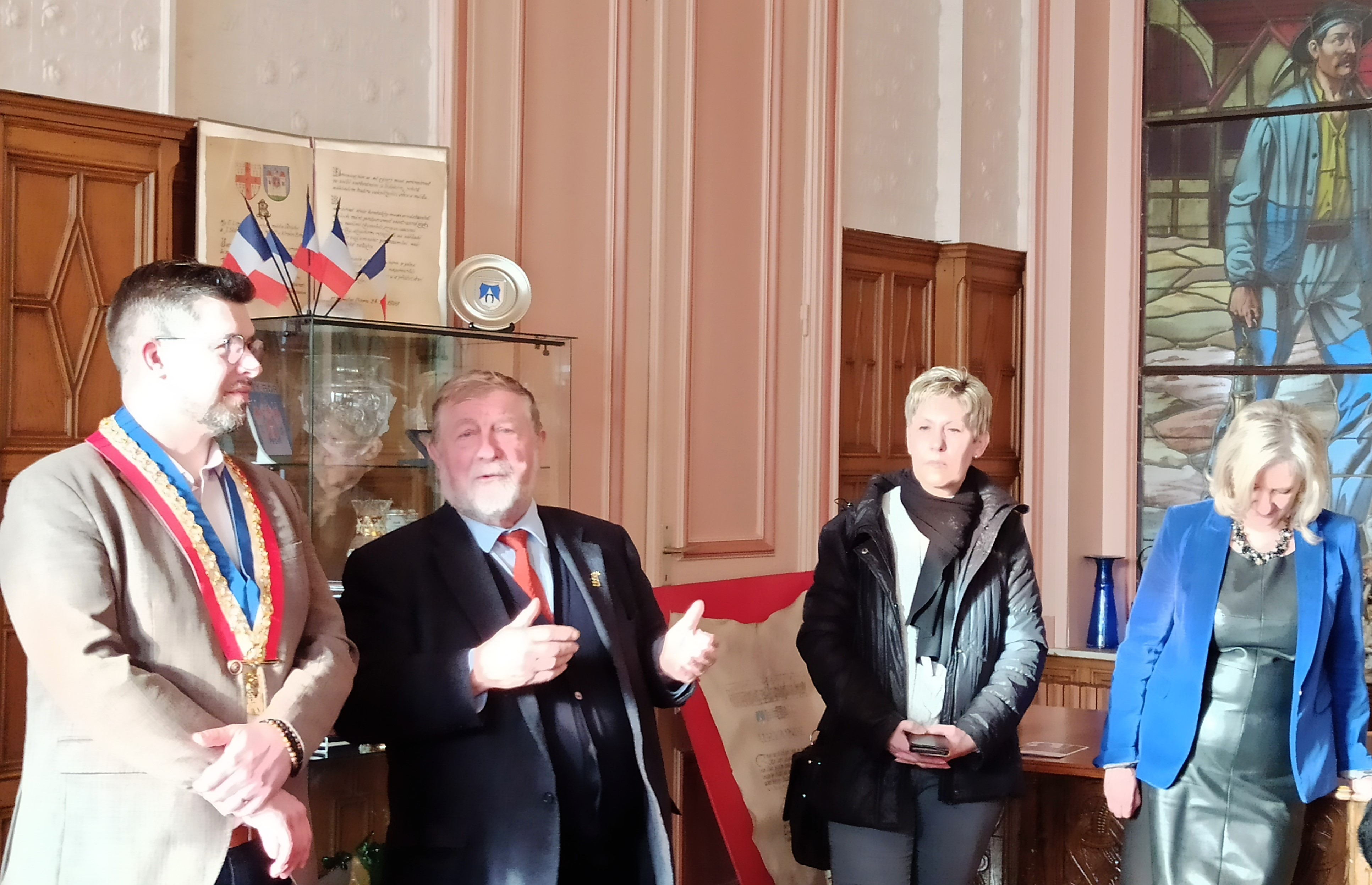
Xavier Bartoszek, maire d'Aniche et Jean-Pierre Kucheida, président de l'Association des communes minières de France lors de l'exposition Robert Doisneau "Les mineurs" le 21 janvier 2023 en mairie d'Aniche salon d'honneur avec un vitrail représentant un mineur d'Alfred Labille de 1922

Créée en 1990, l'Association des communes minières de France (ACOM France) intervient auprès des pouvoirs publics nationaux et européens, ainsi qu'auprès des exploitants miniers, pour une meilleure prise en compte de la situation des bassins miniers et de leur population.
L'association est présidée depuis sa fondation par Jean-Pierre Kucheida, député-maire de Liévin dans le Pas-de-Calais (il n'est plus le maire de cette ville depuis 2013). Son siège social est situé à l'hôtel de ville de Liévin.
Les villes concernées sont situées dans le bassin minier du Nord-Pas-de-Calais, le Tarn, la Loire, la Lorraine, la Saône-et-Loire, etc.